# Perejaszlavka
Perejaszlavka (oroszul: Переяславка) városi jellegű település Oroszország távol-keleti részén, a Habarovszki határterületen, Lazo járás székhelye. 
Népessége: 8921 fő (a 2010. évi népszámláláskor).
Habarovszktól 60 km-re, a Kija (az Usszuri mellékfolyója) jobb partján fekszik. Itt van a Transzszibériai vasútvonal egyik kisebb állomása (Verino). A településen át vezet az „Usszuri” A370-es főút.